# CP Urbanos de Lisboa

Mappa della rete CP Urbanos de Lisboa

CP Urbanos de Lisboa è una unità autonoma dell'impresa pubblica Caminhos de Ferro Portugueses che si occupa del trasporto ferroviario urbano dell'area metropolitana denominata Grande Lisbona.
La rete è integrata con la metropolitana di Lisbona e con la rete dei trasporti urbani su strada.

## Storia
CP Urbanos del Lisboa nasce il 6 novembre 1997 quando il Consiglio di amministrazione delle CP deliberò la riorganizzazione dell'impresa allo scopo di rispondere meglio alle esigenze del trasporto scorporandone alcuni settori e dotandoli di autonomia gestionale. Oltre a CP urbanos de Lisboa nacquero USGL Unidade de Suburbanos da Grande Lisboa, e USGP Unidade de Suburbanos do Grande Porto (CP Urbanos do Porto).

## Linee

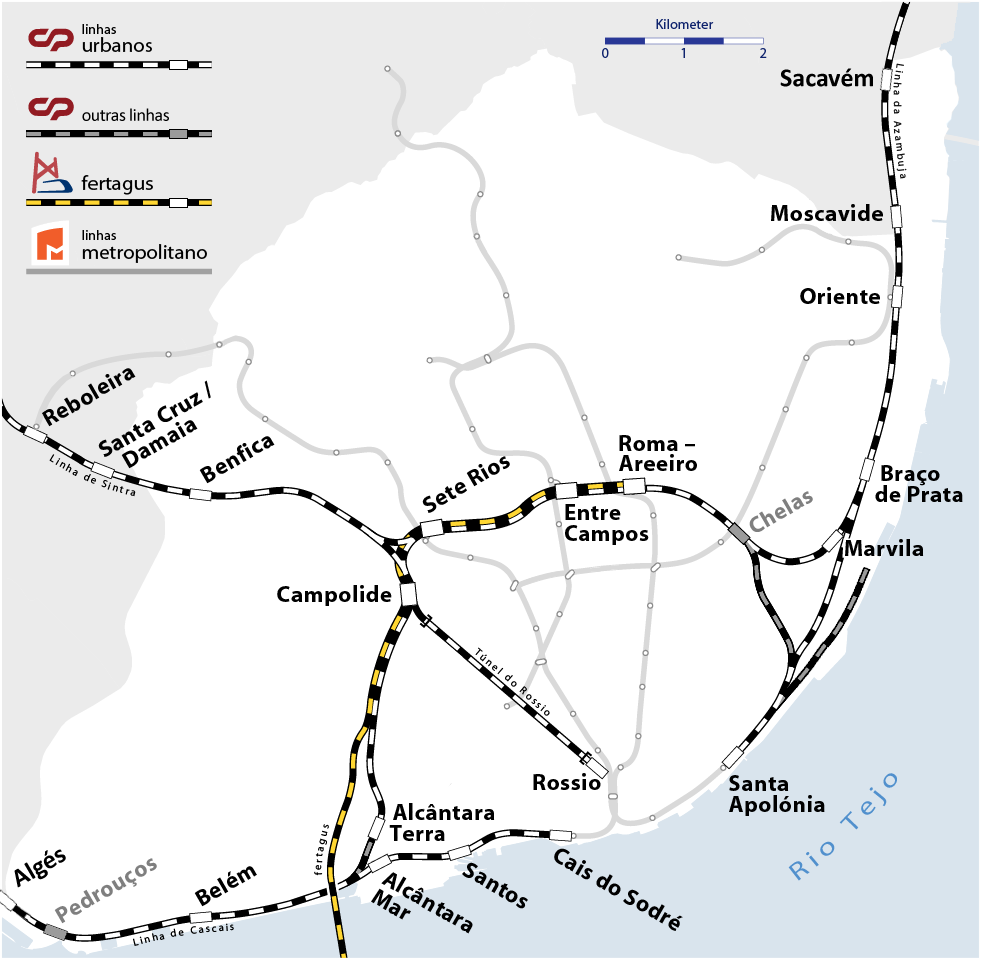
Schema parziale dei servizi svolti da CP Urbanos de Lisboa e da Fertagus

La rete su cui si svolge il servizio CP Urbanos de Lisboa è costituita di 4 linee:
| Denominazione     | Capilinea percorso                                                  | Tratte e ferrovie utilizzate                                                 |
| ----------------- | ------------------------------------------------------------------- | ---------------------------------------------------------------------------- |
| Linea di Azambuja | Azambuja/Castanheira do Ribatejo - Santa Apolónia / Alcântara Terra | Ferrovia del Nord, Linea di Cintura                                          |
| Linea di Cascais  | Cais do Sodré - Cascais                                             | Ferrovia di Cascais                                                          |
| Linea di Sintra   | Sintra / Mira-Sintra/Meleças - Rossio / Alverca                     | Ferrovia di Sintra, Linea di Cintura, Ferrovia del Nord, Ferrovia dell'Ovest |
| Linea di Sado     | (Terreiro do Paço)/Barreiro – Praias do Sado                        | Ferrovia dell'Alentejo                                                       |